# Gare de Buckten
La gare de Buckten (en allemand Bahnhof Buckten) est située dans la commune du même nom, en Suisse.